# Ayoun
Pour les articles homonymes, voir Ayoun (homonymie).
L’Ayoun (נחל עיון) est un cours d'eau d'Israël suivant le cours de la faille syro-africaine, ainsi que de la réserve naturelle qui l'abrite, située à l'est de Metoula. Son cours supérieur s'étire vers le nord sur 7 km à l'extérieur de la réserve et sa source se trouve en territoire libanais. Aussi couramment appelé ha"Tanour" (התנור), il est mentionné pour la première fois dans le Talmud sous sa forme araméenne de « Nékouvta Déiyoun ».
Il est célèbre pour ses quatre niveaux de bassins naturels qui lui valent l'appellation de « batteur de darbouka ».
La chute du bassin supérieur porte le nom de "Iyoun" et est haute de 9,20 m.
La seconde est la chute de la "Tahana" haute de 21 m.
La troisième, la chute de "Eshed", mesure 9,5 m de hauteur.
La quatrième, la chute du "Tanour" ("cheminée" ou "four" en hébreu) haute de 18 m, est la plus connue et nombre d'autochtones ignorent l'existence des trois autres bassins. Elle tire son nom du conduit par lequel se déverse l'eau depuis le bassin supérieur, dont la forme rappelle celle d'un conduit de cheminée. En hiver, son débit est de 1,5 m3/s, et durant la fonte des neiges ou lors des fortes pluies il s'élève à 26 m3/s.

## Flore
Aux abords du Ayoun, on trouve les arbres suivants :
- L'eucalyptus, planté par les pionniers de Metoula et le roseau commun.
- En hiver, le pistachier, le rhamnus, l'érable, le genêt d'Espagne et le chèvrefeuille estruca.
- Au printemps, le sternbergia.

Fleurs :
L'Acanthe de Syrie, la scille d'Espagne, l'echium, le muflier et le michauxia.
Autres plantes terrestres :
L'Herbe de Saint Roch, l'épilobe, le salicaire, le chanvre, le plantain majeur, le fonio, la verveine officinale, l'oseille maritime, le cératophylle, le potamot à feuilles crépues, le spirodèle à plusieurs racines, la renoncule peltée.
- En été, le panic rampant, la jussiée, la scirpe maritime, le butome et la cypéracée.
- Au printemps, l'inule, le souchet, le glinus, le crypsis, le réglisse, l'épiaire des marais, le lippia et le trèfle fragiferum.

Plantes aquatiques :
Le nénuphar blanc, le papyrus, le jonc, l'iris des marais, le tamaris, le brède, et le lycopodium.

## Faune
Poissons :
On en compte 16 sortes dont le barbus, la tanche, le garra, le botia originaire de l'Asie du Sud-Est, la tristramelle et le silure originaires d'Afrique.
Autre faune aquatique :
La tortue et le crabe.
Oiseaux :
Le grèbe huppé, la sterne pierregarin, le héron pourpré, le héron cendré, le blongios nain, la gallinule poule-d'eau, la bouscarle, la lusciniole à moustaches, le busard des roseaux, la bergeronnette printanière, la bergeronnette à longue queue, la marmaronette marbrée, le canard sauvage, le balbuzard, la perdrix, le pélican, l'hirondelle rustique, la spatule, la foulque, le grand cormoran, l'étourneau, la corneille mantelée, le grand corbeau, la rousserolle effarvatte, la rousserolle stentor, la rousserolle africaine, la locustelle, le vanneau à éperons, la glaréole, l'échasse, le martin-pêcheur et le martin-chasseur.
Mammifères :
Le sanglier, la loutre, le chat et la mangouste.

## Galerie

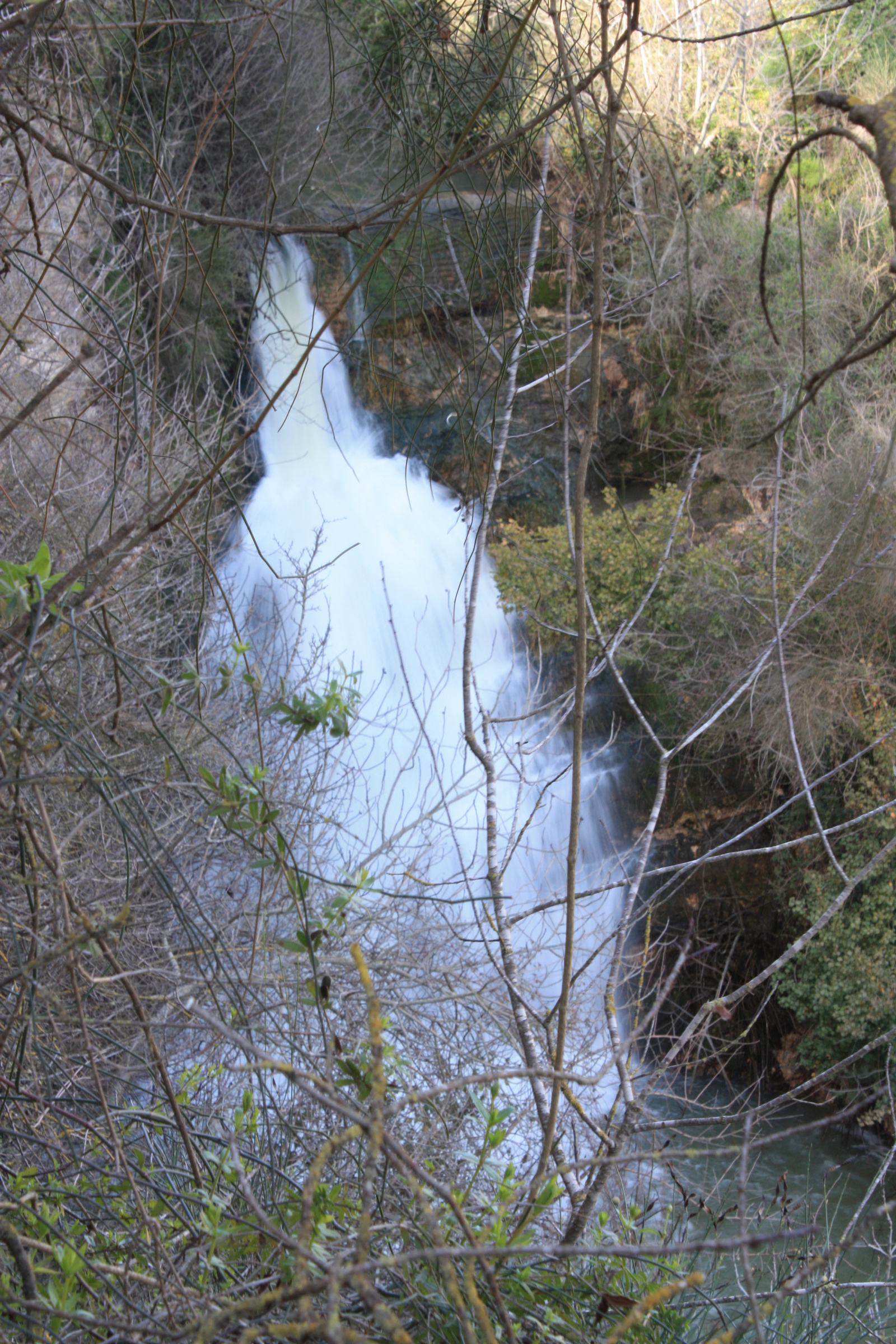
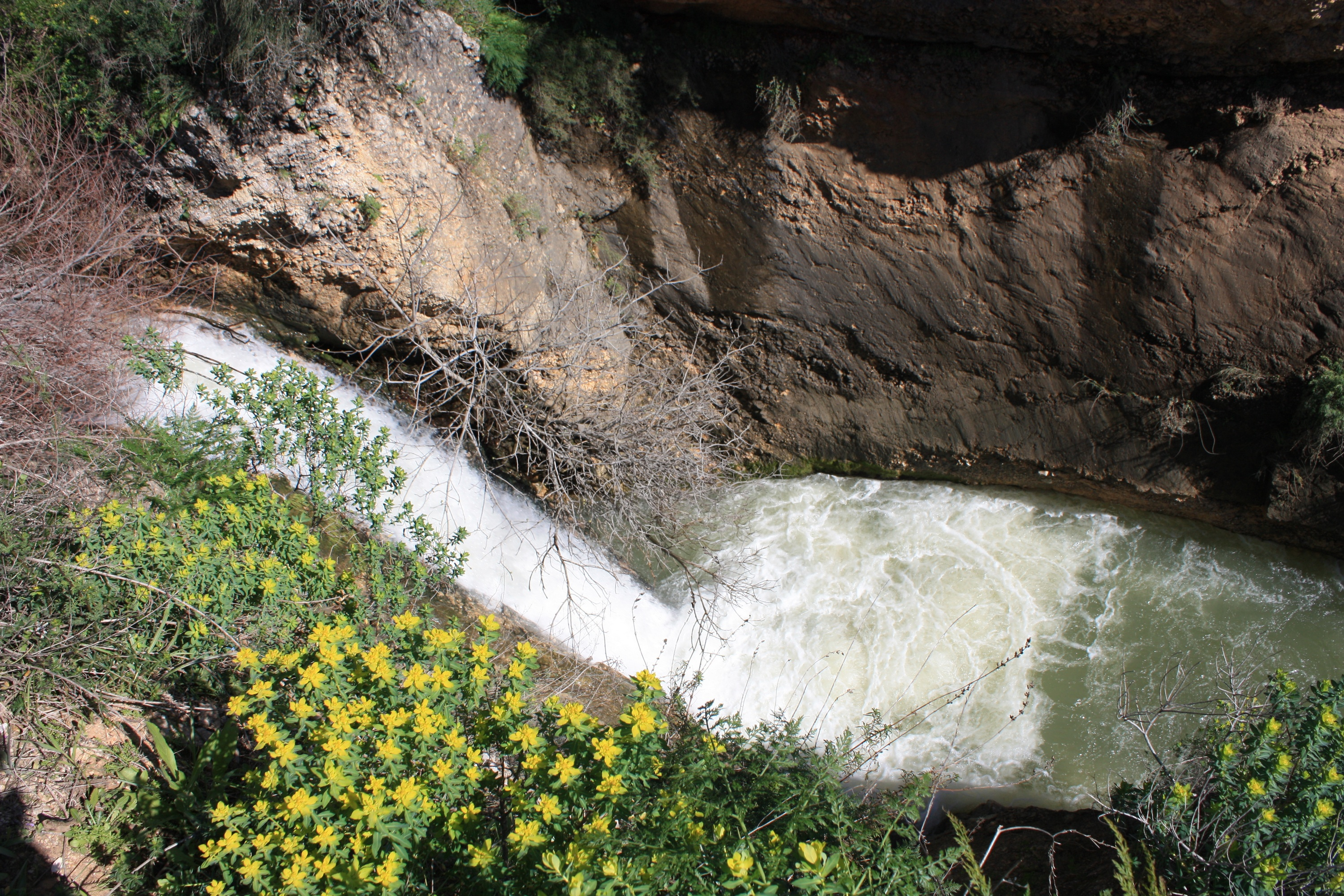
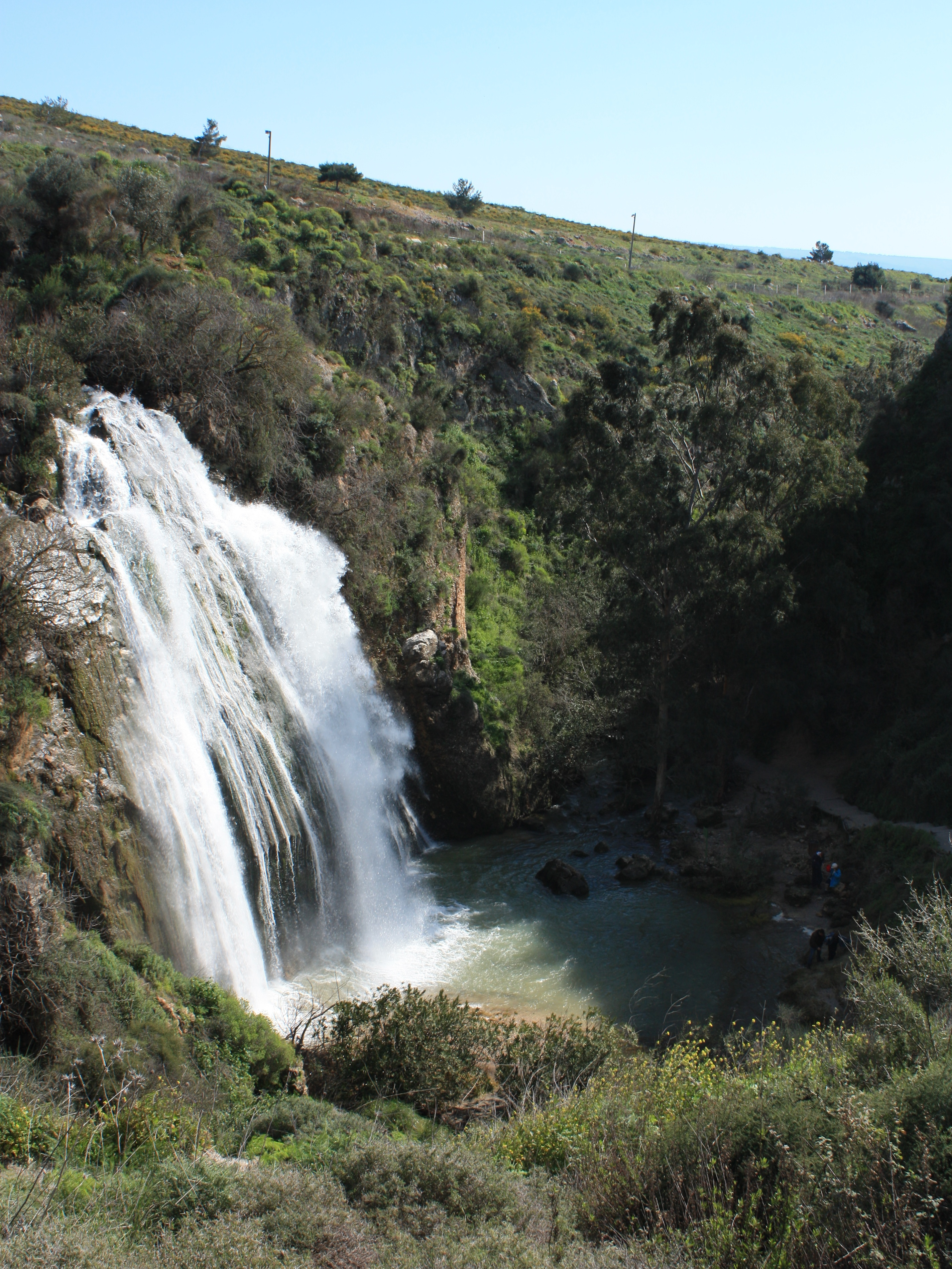
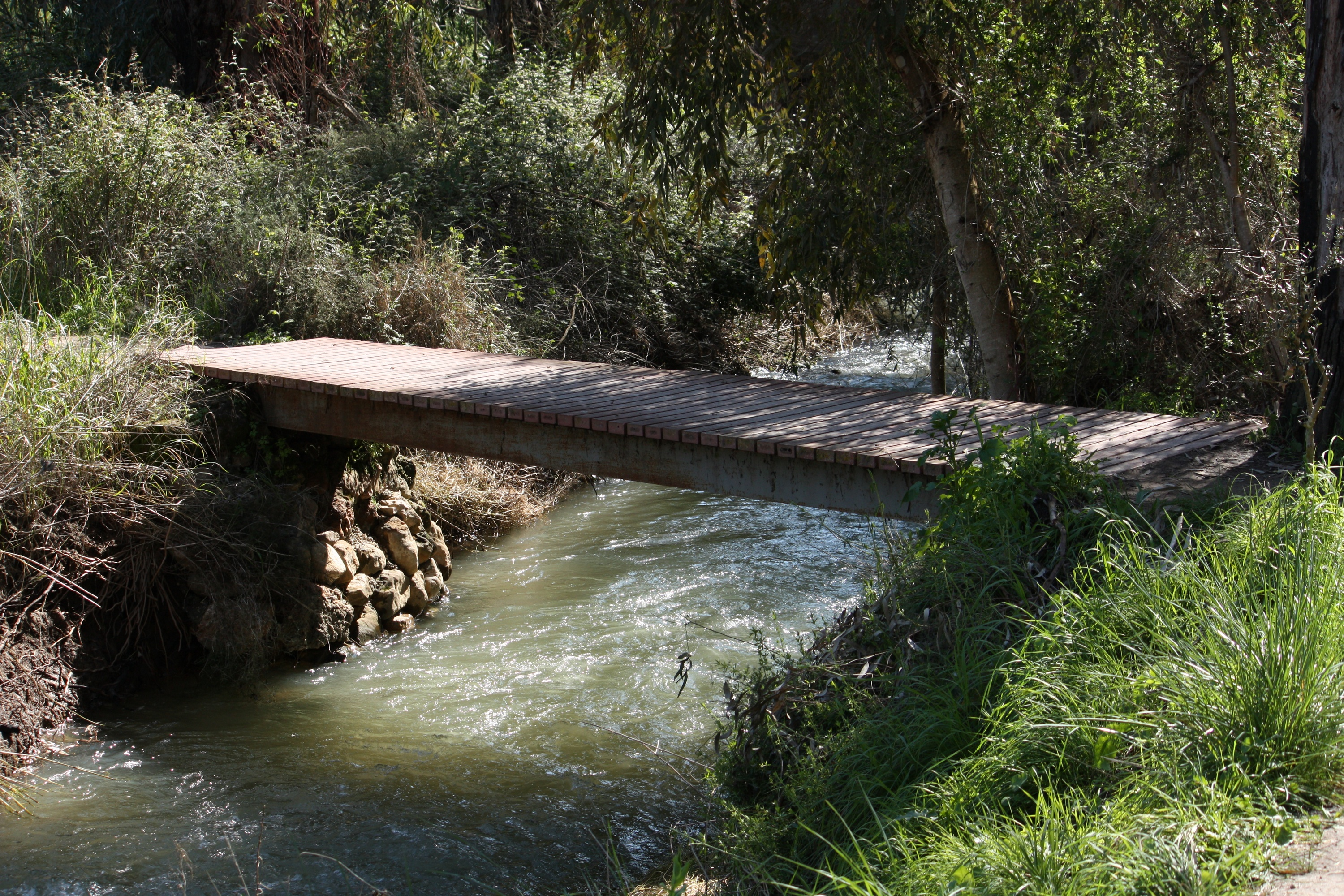
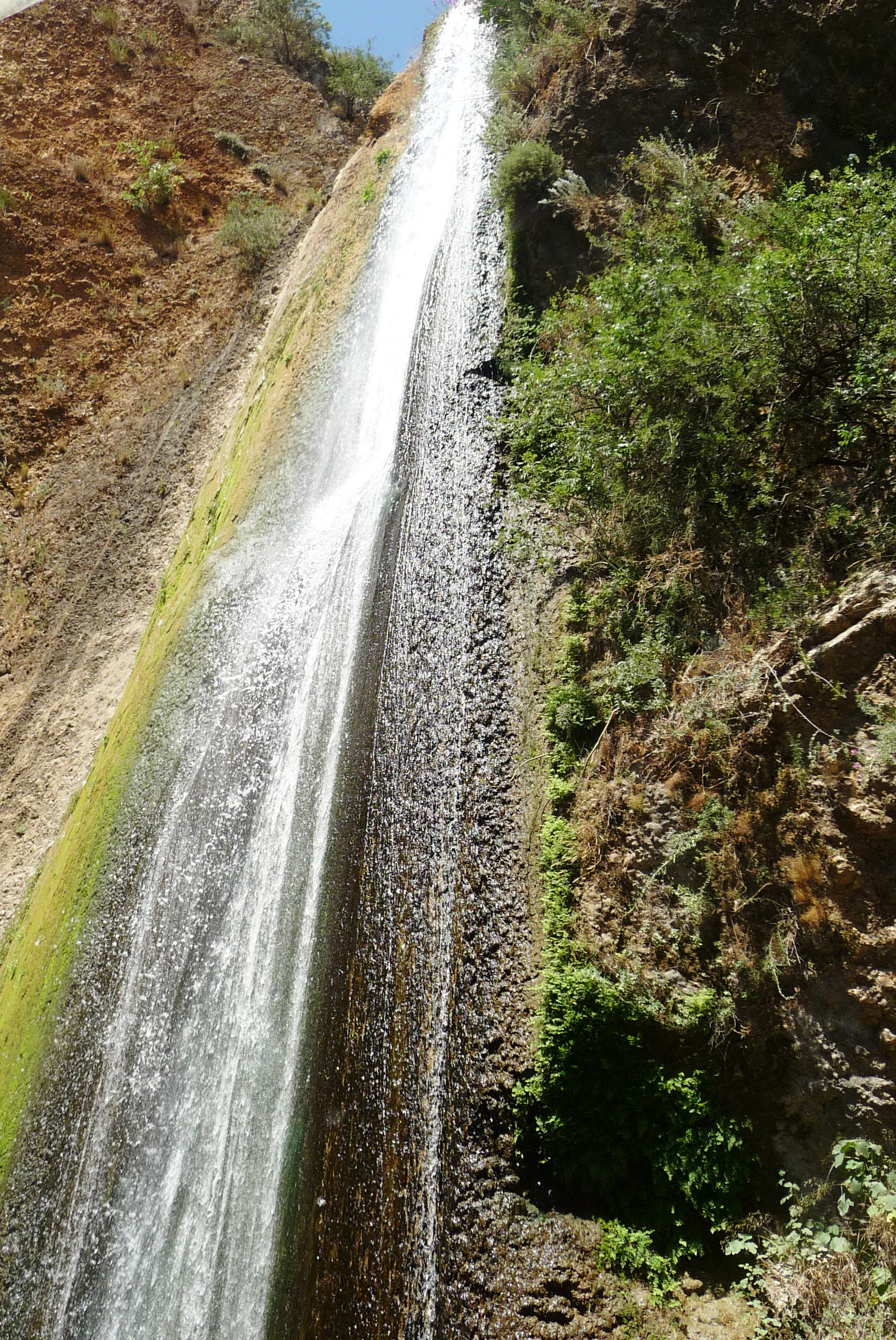
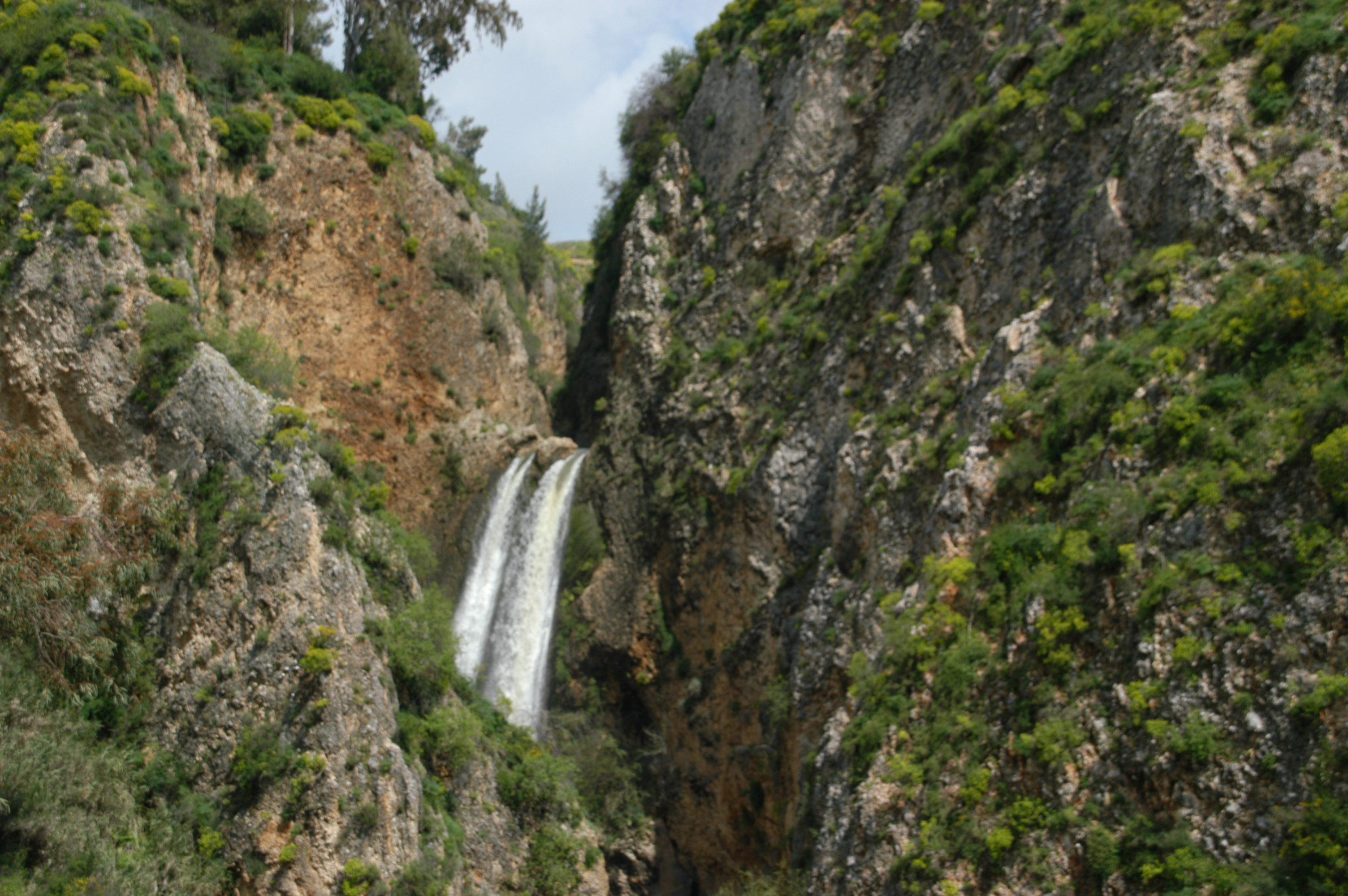
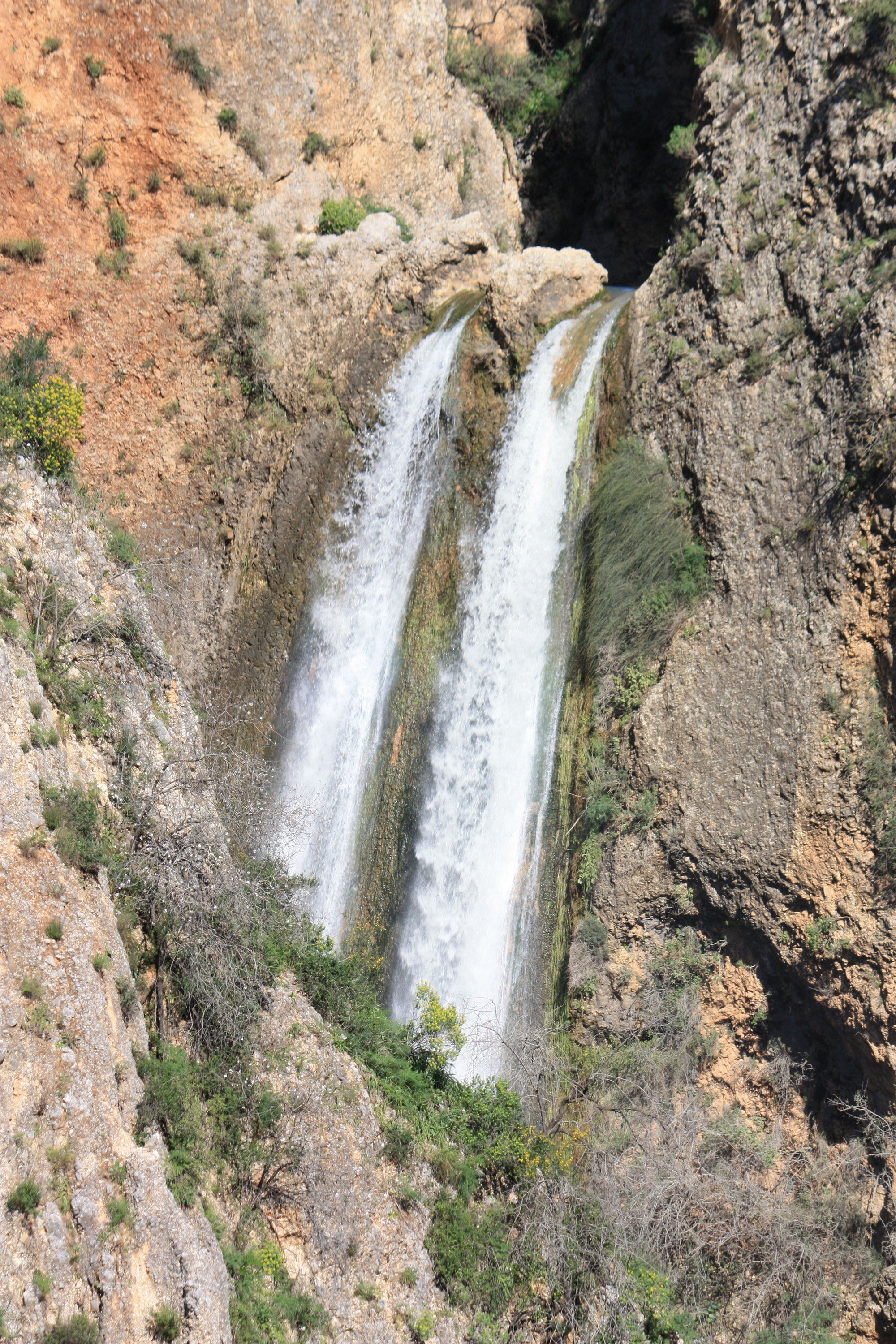